# Рудіна Юлія Сергіївна
Юлія Сергіївна Рудіна (нар.. 12 вересня 1974, Ленінград) — російська акторка театру та кіно.

## Життєпис
Народилася в місті Ленінграді (нині Санкт-Петербурзі) 12 вересня 1974 року. У 1993 році закінчила Педагогічне училище № 1 імені Некрасова (спеціальність — вчитель початкових класів), але працювати в школі не стала.
Після закінчення училища вступила на вокальне відділення школи-студії Мюзик-холу, після чого — у 1995 році — надійшла в Санкт-Петербурзьку державну академію театрального мистецтва на курс професорів заслуженого діяча мистецтв Росії А. Н. Куніцина і Р. А. Баришевої.
У 2001 році за виконання головної ролі у виставі «Полліанна» отримала Петербурзьку незалежну авторську премію імені Стржельчика «За сценічний дебют».

## Кар'єра в кіно
Кар'єру в кіно Юлія Рудіна почала з невеликих ролей, але у відомих серіалах (Маша в серіалі «Вулиці розбитих ліхтарів-2», Олена в «Забійній силі-2», Наташа Шульман у кримінальній драмі «На ім'я Барон», касирка Старцева Марина Іванівна в «Таємниці слідства-4» та інші). У 2003 році виступила в проєкті «Спецназ», зігравши Олену в серії «Злітна смуга».
Перша головна роль — Юлія Миколаївна Шумова в детективно-містичному серіалі режисера Дмитра Тюріна «Соло для пістолета з оркестром». І вже в цьому ж році Юлія Рудіна знялася в одній з головних ролей — Анжеліки — у гостросюжетному фільмі «Боєць. Народження легенди». У 2009—2011 роках у акторки було досить багато помітних ролей в кіно. Серед її героїнь: Ганна в трилері «Відставник», адвокатка Ельвіра Павлівна Хіміч в серіалі «Державний захист», Світлана Рябініна в кримінальному фільмі «Знайди мене», Лариса в детективному серіалі «Захист Красіна–3», Емма Павлівна в серіалі «Ментовські війни-5» та ін.
У 2012 році на екрани вийшов серіал «Підземний перехід» Віктора Мережко. Це історія про жіночому кризу середнього віку.
}}
Найбільшу популярність принесла роль лікарки Тамари Славкової в популярному серіалі «Закрита школа», яку вона втілила з задоволенням.
|  | Звичайно ж, роль Тамари мені дуже подобається: вона не проста жінка, зі складними життєвими обставинами, сувора й ніжна, вона різна. |

Крім власних ролей, Юлія Рудіна озвучує персонажів деяких фільмів: анімаційні фільми «У пошуках Немо» і «Суперсімейка», драма «Казино Рояль», серіал «Відчайдушні домогосподарки», голлівудські стрічки «Божевільні гонки» і «Шопоголік», і багато інших картин.

## Театральні роботи
| Вистава                    | Театр                                                                  |
| -------------------------- | ---------------------------------------------------------------------- |
| Тримай мене міцніше, кохай | Санкт-Петербурзький Театральний центр на Коломенської                  |
| Витівки Скапена            | Притулок Комедіанта                                                    |
| Одруження Бальзамінова     | Притулок Комедіанта                                                    |
| Ігри любові                | Театральне товариство «Носкови і Компанія»                             |
| Слуга двох панів           | Театральне товариство «Носкови і Компанія»                             |
| Нахлібник                  | Санкт-Петербурзький театр «Російська антреприза» імені Андрія Миронова |
| Олівер!                    | Санкт-Петербурзький театр музичної комедії                             |
| Винуватець торжества       | Продюсерський центр". Про. Ко. Медіа"                                  |
| О, милий друже!            | Санкт-Петербурзький театр музичної комедії                             |
| Супниця                    | Театр «Будинок»                                                        |
| Ми не одні, дорога!        | Санкт-Петербурзький БК Виборзький                                      |

Для Юлії Рудіної театр почався ще до закінчення театрального інституту — на 3-му курсі, їй довелося зіграти знамениту героїню Бернарда Шоу Елізу Дуллітл в мюзиклі «Моя прекрасна леді», на сцені театру Музичної комедії. Слідом за Елізою була роль Джульєтти. За словами акторки, їй коштувало чималих зусиль під час роботи над роллю виявити в собі нерв, трагедію.
|  | Еліза Дуліттл в мюзиклі «Моя прекрасна леді» — найперша, студентська робота. Разом з викладачами Олександром Куніциним та Галиною Баришевою ми випустили цей спектакль на сцені Театру музичної комедії, коли я вчилася на третьому курсі, і півтора року грали при повних залах. Еліза була легким для мене матеріалом. Наступна роль – Джульєтта – давалася набагато важче. Вчителі лаяли за маску мюзик-хольної пташки: «Де твої нерви?». Я плакала, «діставала» свої нерви і ... зіграла прем'єру. Близько року ми грали цю виставу на сцені музкомедії, але в ньому я вже не співала. |

Кар'єра акторки розвивалася стрімко і вже на 4-му курсі вона брала участь у московському студентському фестивалі «Подіум» в Москві. Столичне журі запросило її в театр Моссовєта. Але попри пропозиції, акторка повернулася в рідне місто. Саме за роль Поліанни отримала незалежну акторську премію імені В. Стржельчика.
Після мюзиклу «Моя прекрасна леді» та вдалого виступу на конкурсі в Москві акторське життя кипіло: за кілька років у неї відбулися великі роботи в кількох театрах міста — в Александринському, в «Притулку Комедіанта», в ТЮГу. 
Чимале місце в її творчій долі займає режисер Ігор Селін, з яким відбулися її основні спектаклі.
|  | «Мені подобається працювати з Ігорем, я його розумію. Він завжди знає, чого хоче, точно бачить "картинку", дає акторам жорстку схему і нам не доводиться "бовтатися" у власних вигадках. Мені здається, актор — це призма, а режисер має право повертати цю призму так, щоб вона засяяла всіма гранями». |

У 2005 році отримала запрошення брати участь у постановці мюзиклу «О, милий друже!» Ст. Лебедєва в Санкт-Петербурзькому театрі музичної комедії, в якому в даний час виконує роль Клотільди. У 2010 році виступила в партії Ненсі в мюзиклі Л. Барта «Олівер!». У Російській антрепризі зайнята у виставі «Нахлібник».
|  | «Можливо, в професії мені щастить трохи більше, ніж деяким моїм однокурсникам. Хоча я не боячись уявляю, що коли-небудь буду займатися чимось іншим. Але зараз я хочу грати. Мені дуже приємно, коли глядачі, дорослі й діти, підходять після вистави і щиро дякують. Це багато чого варте» |

## Особисте життя
Одружена з колегою Олексієм Федькиним, з яким познайомилася під час підготовки до вистави на сцені Великого Драматичного Театру ім. Р. А. Товстоногова в 2004 році.
|  | «Ми обидва актори, і це нам дуже допомагає в житті. Вдома завжди обговорюємо ролі». |

Олексій підтримує Юлію у всіх її починаннях та приймає життєві принципи.
Попри високу зайнятість у кіно і театрі, акторка бере участь у заходах рідного міста. У 2009 році була активною учасницею суботників
|  | Ми намагаємося вести здоровий спосіб життя. Навіть машину не поспішали купувати. Над нами вже знайомі сміялися: дорослі люди, а по місту на велосипедах пересуваєтеся. Насправді це здорово! |

## Фільмографія
| Рік       | Назва                                   | Роль                                                 |
| --------- | --------------------------------------- | ---------------------------------------------------- |
| 1998      | Вулиці розбитих ліхтарів                | Маша                                                 |
| 2000      | Імперія під ударом                      | Оля                                                  |
| 2001      | За іменем Барон                         | Наташа Шульман                                       |
| 2001      | Убивча сила 2                           | Альона                                               |
| 2001      | Убойная сила 3                          | Альона                                               |
| 2002      | Агентство «Золотая куля»                | Ірина                                                |
| 2003      | Агент національної безпеки-4            | Співробітниця митниці (37-38 серія «Меч пророка»)    |
| 2003      | Жіночий роман                           | епізод                                               |
| 2003      | Повторення пройденого                   | Жанна                                                |
| 2003      | Спецназ 2                               | Олена, дівчина Хруста                                |
| 2003      | Чуже обличчя                            | Інна                                                 |
| 2004      | Панове офіцери                          | Дружина Хоменко                                      |
| 2004      | Нові пригоди Ніро Вульфа й Арчі Гудвіна | Роуз Лешер                                           |
| 2004      | Таємниці слідства 4                     | Старцева Марина Іванівна                             |
| 2005      | Справжня історія поручика Ржевського    | Жюлі                                                 |
| 2005      | Вулиці розбитих ліхтарів 7              | Льоля                                                |
| 2006      | Розклад доль                            | Ляля                                                 |
| 2006      | Старі справи                            | Олена Архіпова, Світлана Алфьорова -сестри-близнючки |
| 2006-2009 | Старшокласники                          | Світлана Вікторівна                                  |
| 2007      | Опера 3. Хроніки вбивчого відділу       | Батенін                                              |
| 2007      | Бурштиновий барон                       | Олена Розанова                                       |
| 2008      | Боєць. народження легенди               | Анжеліка, головна роль                               |
| 2008      | Краса вимагає…                          | Учасниця конкурсу домогосподарок                     |
| 2008      | Небезпечна комбінація                   | Людмила                                              |
| 2008      | Соло для пістолета з оркестром          | Юлія Миколаївна Шумова (головна роль)                |
| 2009      | Шлюбний контракт                        | Євгенія Ігорівна Соловйова                           |
| 2009      | Одержимий (Джек Різник)                 | Туся, співробітниця редакції газети «Злочинний світ» |
| 2009      | Відставник                              | Ганна, головна роль                                  |
| 2010      | Агент особливого призначення            | Клер                                                 |
| 2010      | Державний захист                        | Ельвіра Павлівна Химич                               |
| 2010      | Капітан Гордєєв                         | Анжеліка Панфілова                                   |
| 2010      | Ментовські війни 5                      | Емма Павлівна                                        |
| 2010      | Знайди мене                             | Світлана Рябініна                                    |
| 2010      | Відставник-2                            | Ганна, головна роль.                                 |
| 2011      | Державний захист-2                      | Ельвіра Павлівна Химич                               |
| 2011      | Дід Мороз завжди дзвонить тричі         | сусідка                                              |
| 2011      | Захист Красіна 3                        | Лариса                                               |
| 2011      | Захист свідків                          | Людочка Скворцова                                    |
| 2011      | Відставник 3                            | Ганна, головна роль                                  |
| 2011-2012 | Закрита школа                           | Тамара Славіна (Світлана Остапенко)                  |
| 2012      | Принцип Хабарова                        | Аріна Єршова                                         |
| 2012      | Комплекс повноцінності                  | епізод                                               |
| 2012      | Підземний перехід                       | Дарина Кримська, головна роль                        |
| 2012      | Чужий район                             | Лариса                                               |
| 2012      | Братство десанту                        | Алла Семенова, дружина Юрія Семенова                 |
| 2015      | Своє чуже                               | Дарина Леонтьєва, секретарка                         |
| 2015      | Профіль вбивці 2                        | Вікторія Ердман, телеведуча                          |
| 2017      | Чуже обличчя (телесеріал)               | Маргарита Сергіївна Ігнатьєва                        |